# M1 (Wit-Rusland)
De M1 of Magistrale 1 is een hoofdweg in Wit-Rusland met een lengte van 611 kilometer. De weg loopt van de grens met Rusland via Orsja, Minsk en Brest naar de grens met Polen. Aan de Poolse grens sluit de weg aan op de Poolse wegen DK68 en DK2, die volgens planning in 2016 volledig zullen zijn omgebouwd tot de snelweg A2. De M1 is in zijn geheel onderdeel van de E30. Tussen Damanava en Kobryn is de weg ook onderdeel van de E85.
De M1 is een van de belangrijkste wegverbindingen van Wit-Rusland, omdat ze de Russische hoofdstad Moskou via Wit-Rusland met West-Europa verbindt. De weg volgt de hoofdverkeersas van het land, parallel aan de spoorlijn Warschau-Minsk-Moskou. Tussen Kobryn en Orsja is de M1 over een lengte van ongeveer 505 kilometer als autoweg uitgevoerd.

## Geschiedenis
Voor de Olympische Zomerspelen 1980 in Moskou werd een weg tussen Moskou en West-Europa nodig geacht. Daarom werd de M1 aangelegd tussen Moskou en de Poolse grens bij Brest. In de jaren tachtig werd wegnummering ingevoerd in de Sovjet-Unie. De weg tussen Moskou, Minsk en Polen kreeg toen het nummer M1.
Na de val van de Sovjet-Unie in 1991 en de daaropvolgende onafhankelijkheid van Wit-Rusland werden de hoofdwegen omgenummerd om een logische nationale nummering te krijgen. De M1 is als enige weg niet omgenummerd. Daardoor loopt de weg ook voorbij de Russische grens onder hetzelfde nummer door naar Moskou.
In 1994 begon men met de ombouw van de M1 tot autosnelweg. In 1998 werd het deel tussen Ivazevitsjy en Minsk, met een lengte van 234 kilometer, geopend. Ook in 1998 werd het deel tussen Barysaw en Orsja geopend. Een jaar later werden beide delen verbonden door de nieuwe omlegging om Minsk. In de jaren hierna, tot 2005, werd de rest van de weg uitgebouwd tot autosnelweg. In 2004 werd de omlegging om Brest gerealiseerd, inclusief een nieuwe brug over de Westelijke Boeg.

## Steden aan de M1
0 km - Russische grens
30 km - Orsja
101 km - Talatsjyn
130 km - Bobr
138 km - Kroepki
183 km - Barysaw
200 km - Sjodsina
220 km - Smolevitsjy
259 km - Minsk
296 km - Dsjarsjynsk
323 km - Stoubzy
355 km - Haradseja
397 km - Baranavitsjy
439 km - Damanava (aftakking van de M11)
448 km - Ivazevitsjy
533 km - Kobryn (aftakking van de M10 en de M12)
563 km - Sjabinka
588 km - Brest, grens met Polen
M1 · 
M2 · 
M3 · 
M4 · 
M5 · 
M6 · 
M7 · 
M8 · 
M9 · 
M10 · 
M11 · 
M12 · 
M14